# Bent
Bent je britský film, který natočil režisér Sean Mathias v roce 1997. Příběh se odehrává ve 30. letech v nacistickém Německu. Film byl natočen podle divadelní hry, která měla premiéru v Londýně v roce 1979. V České republice film v roce 2010 vyšel na DVD.

## Děj
Promiskuitní homosexuál Max žije v Berlíně a nechává se vydržovat svým přítelem, tanečníkem Rudim. Během tzv. Röhmova puče musejí uprchnout a skrývají se mimo město v lesích. Jsou ale oba zatčeni. Při cestě do koncentračního tábora v Dachau udělá Max všechno, aby nemusel nosit růžový trojúhelník, ale žlutou hvězdu, takže se zřekne svého přítele. V táboře se Max seznámí s Horstem, který tento trojúhelník nosí a vznikne mezi nimi vztah. Mohou se setkávat jen při práci, která představuje nesmyslné přenášení kamenů z jedné hromady na druhou. Jednoho dne je Horst zastřelen příslušníky SS a Max dostane rozkaz jej pohřbít. Poté si oblékne Horstovu vestu s růžovým trojúhelníkem a usmrtí se na plotu s vysokým napětím.

## Obsazení
| Clive Owen            | Max                  |
| Lothaire Bluteau      | Horst                |
| Brian Webber          | Rudi                 |
| Ian McKellen          | strýc Freddie        |
| Nikolaj Coster-Waldau | Wolf                 |
| Mick Jagger           | Greta/George         |
| Jude Law              | člen úderné jednotky |

## Ocenění
- Torino International Gay & Lesbian Film Festival 1998
  - Best Feature Film
- Filmový festival v Cannes 1997
  - Award of the Youth